# Maxwell Ayrton

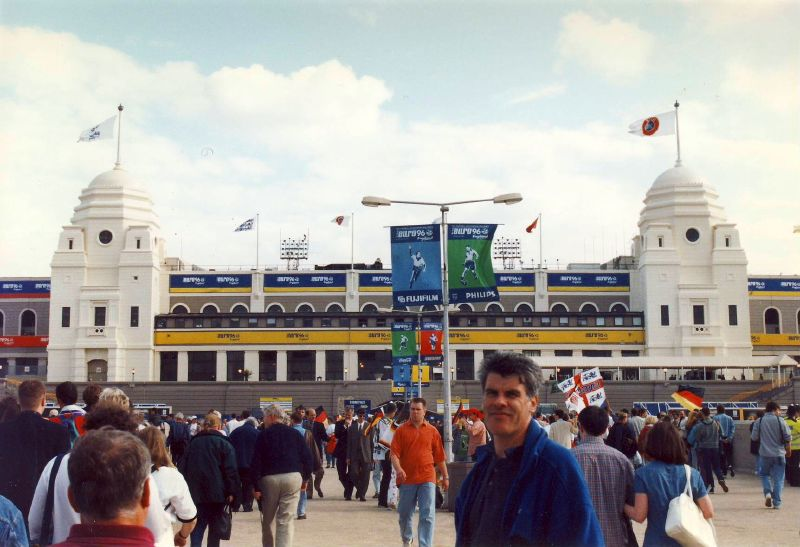
Altes Wembley-Stadion

Ormrod Maxwell Ayrton (* 1874; † 18. Februar 1960) war ein schottischer Architekt. Er war der Architekt des alten Wembley-Stadions.
Ayrton war ab 1890 Lehrling bei Harry Beswick in Chester, ging 1897 nach London, wo er Assistent von Richard Creed, William Alfred Pite und schließlich Edwin Landseer Lutyens war. Gleichzeitig studierte an der South Kensington School des Royal College of Art, bestand die Architektenprüfung beim Royal Institute of British Architects und wurde 1903 zugelassen. Schon ab 1899 hatte er sich selbständig gemacht. 1905 trat er dem Architektenbüro von John William Simpson bei, in dem er 1910 Partner wurde. 1920 wurde er Fellow des Royal Institute of British Architects. Bei Simpson entwarf er viel für Schulen, zum Beispiel die neue Kapelle in der Gresham’s School (zwischen 1912 und 1916).

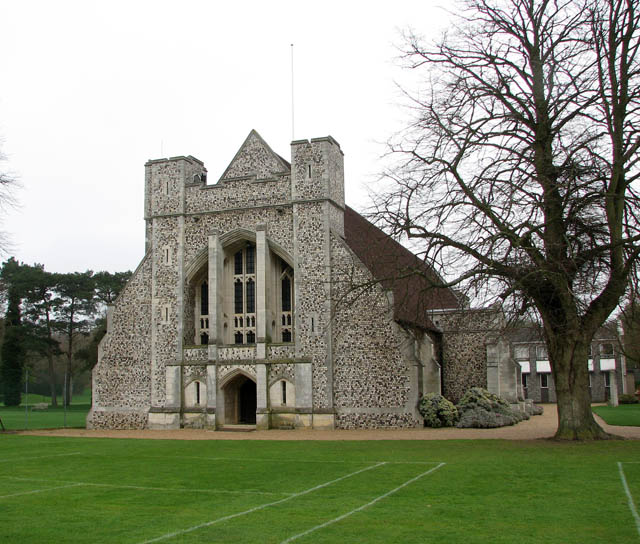
Kapelle der Gresham’s School

Er war der Architekt vieler Bauten für die British Empire Exhibition von 1924/25, darunter das alte Wembley-Stadion. Dafür wurde er geadelt, genauso wie der zuständige Bauingenieur Owen Williams, mit dem er von da an auch viele Brücken in Schottland entwarf. 1928 löste er die Partnerschaft mit Simpson und war wieder selbständig tätig. Zu seinen Bauten gehörte das National Institute of Medical Research in Mill Hill, dessen Bau 1937 begann, aber erst nach dem Zweiten Weltkrieg fertiggestellt wurde und 1950 eingeweiht. Er war als Architekt aktiv bis zu seinem Tod 1960.

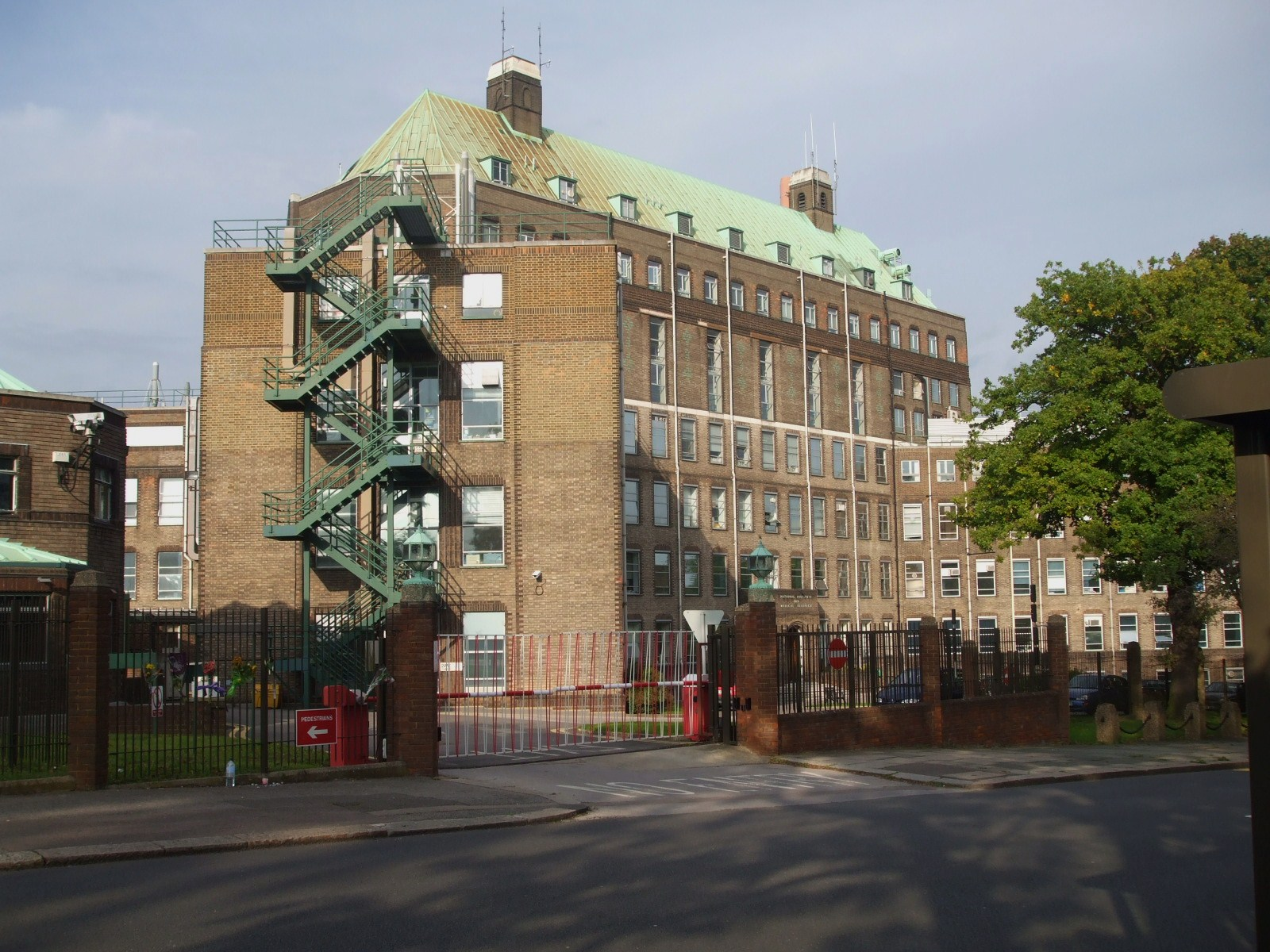
National Institute of Medical Research in Mill Hill